# Edith Klep-Moerenhout
Pour les articles homonymes, voir Moerenhout.
Edith Klep-Moerenhout, née le 30 janvier 1976 à Steenbergen est une coureuse cycliste néerlandaise.

## Biographie
Edith Klep a épousé Koos Moerenhout en 2006, cycliste professionnel entre 1994 et 2010, ils ont ensemble deux enfants, une fille aînée et un garçon (né en 2007). Ils se sont rencontrés sur les championnats du monde sur route en 1994 en Sicile.

## Palmarès sur route
- 1991
  - 3e du championnat des Pays-Bas sur route juniors
- 1993
  - Championne des Pays-Bas sur route juniors
  - 9e du championnat du monde sur route juniors
- 1994
  - 3e du championnat des Pays-Bas sur route
  - 4e du championnat du monde sur route juniors
- 1995
  - 2e étape du Amev International Ladies Trophee
- 1996
  - 3e de Geraardsbergen
  - 3e de Wateringen
- 1997
  - 3e du championnat des Pays-Bas sur route
- 1998
  - 2e étape de Ster van Zeeland
  - 3e de Ster van Zeeland
- 1999
  - 2e de Muizen
  - 2e du GP Groenen Groep
  - 2e de Lus van Schijndel
  - 2e de Ster van Zeeland
- 2000
  - Districtskampioenschap Zuid-West-Nederland
  - Kortenhoef
  - 2e de RaboSter Zeeuwsche Eilanden
  - 2e de Oud-Vossemeer
  - 3e de Ster van Zeeland
- 2001
  - 2e du Tour de Bochum